# ConHex
ConHex ist ein abstraktes und strategisches Brettspiel für zwei Personen von Michail Antonow. Das Spiel wurde zuerst 2005 beim 3-Hirn-Verlag veröffentlicht und 2006 mit einem Holzspielfeld und Holzkugeln bei Gerhards Spiel und Design umgesetzt, 2011 erschien es mit farbigen Spielsteinen bei nestorgames. 2007 wurde das Spiel beim International Gamers Award zum besten 2-Spieler-Strategiespiel nominiert.

## Thema und Ausstattung
Bei dem Spiel handelt es sich um ein 2-Personen-Spiel, bei dem die Spieler auf einem Spielplan jeweils versuchen, zwei gegenüberliegende Seiten mit ihren Markierungssteinen zu verbinden. Dabei spielen sie auf einem quadratischen Spielfeld, das aus unregelmäßigen Sechsecken und Rechtecken besteht und müssen mit ihren Spielsteinen bzw. Spielkugeln Mehrheiten an Feldern bekommen, um einen Markierungsstein platzieren zu können. Das Spielmaterial besteht aus dem Spielbrett mit 41 Feldern und 69 Knotenpunkten sowie je 26 Spielsteinen und 26 Markierplättchen in zwei Farben. Die Ausstattung der Version von Gerhards Spiel und Design besteht aus einem massiven Holzspielfeld und Markierungsplättchen aus Räucher-Eiche und Ahorn sowie Spielkugeln, die je nach Ausführung aus Holz oder aus Stein (Howlith und Brescia-Jaspis) bestehen.

## Spielweise
Zu Beginn des Spiels wird das Spiel zwischen den beiden Spielern platziert. Die Spieler bekommen jeweils die Spielsteine bzw. Kugeln und die Markierungsplättchen ihrer Farbe.
Beginnend mit einem Startspieler ziehen die beiden Spieler abwechselnd. Der Startspieler platziert einen Spielstein auf einem beliebigen Knotenpunkt und um den Startspielervorteil auszugleichen darf der Folgespieler entscheiden, ob er dem Startspieler die Position überlässt oder selbst den Knotenpunkt übernimmt (swap option bzw. Kuchenregel). Danach platzieren die Spieler abwechselnd je einen Spielstein auf beliebige Knotenpunkte, wobei die Spielsteine damit für alle angrenzenden Felder gewertet werden.
Sobald ein Spieler die Hälfte der Knotenpunkte eines Eckfeldes (2 von 3) oder eines Zentralfeldes (3 von 6) oder die Mehrheit eines Rand-Vierecks (2 von 3) oder des Zentralfeldes (3 von 5) mit seinen Spielsteinen besetzt hat, platziert er auf dieses Feld einen seiner Markierungssteine.
Mit Hilfe der Markierungsplättchen versuchen die Spieler, jeweils zwei gegenüberliegende Seiten des Spielfelds zu verbinden, bevor dies dem Gegner gelingt. Das Spiel endet, wenn dies einem Spieler gelungen ist, der damit das Spiel gewinnt.

## Entwicklung und Rezeption
Das Spiel ConHex wurde von Michail Antonow entwickelt und erschien 2005 zu den Internationalen Spieltagen in Essen bei dem deutschen Kleinverlag 3-Hirn-Verlag. 2006 veröffentlichte die Holzmanufaktur Gerhards Spiel und Design eine Holzversion des Spiels mit Holzkugeln.
2007 wurde das Spiel beim International Gamers Award als bestes 2-Spieler-Strategiespiel nominiert, konnte sich jedoch nicht gegen Mr. Jack durchsetzen. 2011 erschien es als Neuauflage mit farbigen Spielsteinen bei nestorgames. Eine online spielbare Version des Spiels befindet sich seit 2006 auf der Plattform yucata.de.

## Belege
1. 1 2 3 4  Spielanleitung ConHex, Nestor Games; abgerufen am 12. August 2018.
2. ↑  ConHex (Memento des Originals vom 12. August 2018 im Internet Archive)  Info: Der Archivlink wurde automatisch eingesetzt und noch nicht geprüft. Bitte prüfe Original- und Archivlink gemäß Anleitung und entferne dann diesen Hinweis., Produktbeschreibung bei Gerhards Spiel und Design; abgerufen am 12. August 2018.
3. 1 2  Versionen von ConHex in der Spieledatenbank BoardGameGeek (englisch); abgerufen am 12. August 2018.
4. ↑  ConHex auf yucata.de; abgerufen am 12. August 2018.